# Tomoo Kudaka
Tomoo Kudaka (jap. 久高 友雄 Kudaka Tomoo; ur. 14 marca 1963, zm. 22 września 1999) – japoński piłkarz występujący na pozycji pomocnika.

## Kariera klubowa
Od 1981 do 1995 roku występował w klubach Gamba Osaka i Cerezo Osaka.